# 鄂特贡腾格尔山
鄂特贡腾格尔山（[ˈɔtʰɢɞɴtʰɘŋɡɘr], 直译：「最年轻的天空」）是蒙古国杭爱山的最高峰。目前山顶海拔测定为4,008米（一些早期地形图记录了最大海拔4,021米）。这座山位于扎布汗省，是康盖山脉中唯一一座有永久冰川覆盖的山峰。鄂特贡腾格尔山的南面是蒙古国最大的花岗岩壁。
佛教传入蒙古后，传统蒙古信仰认为许多神圣的山峰上栖息着忿怒的神灵。其中，金剛手菩薩与鄂特贡腾格尔山特别相关。